# Mohamed Amroune (football, 1983)
Ne doit pas être confondu avec Mohamed Amroune.
Mohamed Seif Edine Amroune (en arabe : محمد سيف الدين عمرون) est un footballeur international algérien né le 25 mai 1983 à Constantine. Il évoluait au poste d'attaquant.
Il compte une seule sélection en équipe nationale en 2007.

## Biographie

### Débuts en Algérie
En 2003, Amroune commence sa carrière senior avec le club de sa ville natale du CS Constantine. En 2005, il rejoint le CR Belouizdad.

### RAEC Mons
En juillet 2007, Amroune se voit mis à l'essai par le club belge de Zulte Waregemb. Cependant, deux jours plus tard, il signe un contrat de quatre ans avec un autre club belge, le RAEC Mons. Le 12 août 2008, il fait ses débuts sous ses nouvelles couleurs en entrant en jeu la 78e minute, dans un match de championnat contre le KRC Malines. Le 5 janvier 2009, Amroune quitte le club après avoir accepté de résilier son contrat par consentement mutuel,. Il n'a réalisé qu'une seule et unique apparition avec ce club, après avoir échoué à se remettre correctement de sa blessure.
Le 17 janvier 2009, Amroune est mis à l'essai par le club portugais du Naval 1º de Maio. En juillet 2009, Amroune est mis à l'essai par l'équipe de National de ESTAC Troyes.

### En équipe nationale
Le 24 mars 2007, Amroune fait ses débuts pour l'équipe nationale algérienne lors des qualifications à la CAN 2008 contre le Cap-Vert. Amroune commence le match sur le banc, avant de remplacer Hameur Bouazza à la 88e minute, alors que l'Algérie gagnait le match 2-0.

## Palmarès
| CR Belouizdad - Coupe d'Algérie (1) : - Vainqueur : 2011-12. |  | CS Constantine - Championnat d'Algérie D2 (1) : - Champion : 2003-04. |